# 오사카 가쿠인 대학
오사카 가쿠인 대학(일본어:大阪学院大学, 영어: Osaka Gakuin University)은 일본 오사카부 스이타시에 위치해 있는 사립대학이다. 1963년에 설립되었으며, 약칭은 OGU로 불린다. 오사카 가쿠인 대학에는 현재, 유통과학부, 경영학부, 경제학부, 법학부, 외국어학부, 국제학부, 정보학부, 기업 정보학부의 8학부 10학과와 통신교육부(유통과학부), 대학원상학 연구과, 경제학연구과, 법학 연구과, 국제학 연구과, 컴퓨터 사이언스 연구과, 법무 연구과가 있고, 각각의 학부, 연구과가 그 역사와 전통에 따른 연구와 교육에 종사하고 있다. 특히, 외국어학부, 국제학부에서는 해외 대학과의 교류가 왕성해서, 영국의 케임브리지 대학교나 캘리포니아 대학교 로스앤젤레스교, 푸단 대학 등의 대학과 교류하고 있다.

## 개관
오사카 가쿠인 대학의 역사는 1940년(쇼와 15년)초대총장의 시라이 다네오(白井種雄)가 오사카텐만구(오사카시 기타구)의 도리이를 바라다보는 거리의 집 한 채에 기업회계인의 육성이라고 하는 당시로서는 획기적인 목표 아래 창설한 경리 전문학교로서 오사카에서 가장 오랜 역사를 가진 간사이 부기연구소에서 시작된다. 이러한 경위로도 오사카 가쿠인 대학교는 비즈니스 사회를 짊어지는 실천적인 인재육성을 중시한 교육을 실시하고 있다. 상업도시·오사카의 교외에 캠퍼스를 세우고, 어학 교육, 정보교육 등 실천적인 교육에 주력해, 최근에서는 법과대학원의 설치 등 시대의 요청에 대응하기 위해 변혁을 이루고 있다.

## 연혁
- 1940년 간사이 부기연구소를 창설
- 1963년 대학설립

## 학부
- 유통과학부
- 경영학부
- 경제학부
- 법학부
- 외국어학부
- 국제학부
- 정보학부
- 기업 정보학부
- 통신교육부